# Апостолис Лонгианос
Апостолис Лонгианос (на гръцки: Αποστόλης Λογγιανός) е македонски гъркоманин, зограф от XVIII век.

## Биография
Роден е във втората половина на XVIII век в македонското село Лъгът (Лонгос), Воденско, тогава в Османската империя, в семейство на българи. Живее в Солун. Подписва се Апостолис Лонгианос Водениотис. Автор е на иконите Света Богородица на Атон със сцени от живота ѝ (1772) и Света Богородица на трон (1775), които се съхраняват в Градската художествена галерия в Пловдив. Апостолис твори в периода от около 1750 до 1778 година. Видимо е западното влияние върху светогледа на зографа, за което сочат изключително бравурните барокови рамки в композицията и сцената с коронясването на Богородица в иконата Света Богородица на трон.
Умира в началото на XIX век.